# بالاكليا

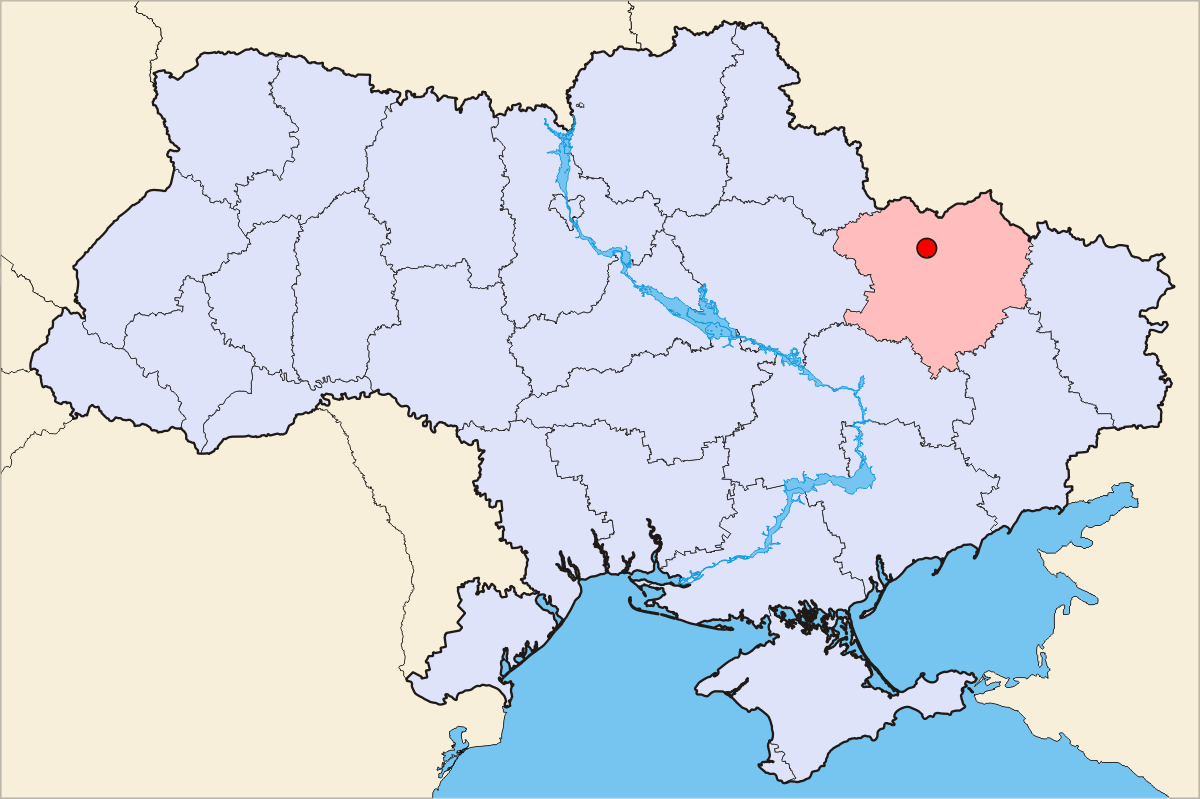
موقع بالاكليا

بالاكليا(بالأوكرانية: Балаклія) و (بالروسية: Бaлaклeя) هي مدينة تقع في ناحية إزيوم بمقاطعة خاركوف أو خاركيف الأوكرانية في شرق أوكرانيا. وهي تقاطع سكة حديد مهم في المقاطعة. وإدارة بالاكليا واحدة من إدارات المجتمع الإقليمي. عدد السكان: 26921 (تقديرات عام 2021)
حتى 18 تموز (يوليو) 2020 ، كانت المدينة هي المركز الإداري لناحية بالاكليا لكن التقسيم أُلغي وقُللّ عدد إدارى ة المجتمعات في يوليو 2020 كجزء من الإصلاح الإداري لأوكرانيا مما قلل النواحي في خاركيف أوبلاست إلى سبعة، ودُمجت مع ناحية إزيوم.
خلال الحرب الروسية الأوكرانية 2022 سيطرة القوات الروسية على المدينة كجزء من بسط سيطرتها على ناحية إزيوم.

## معرض صور

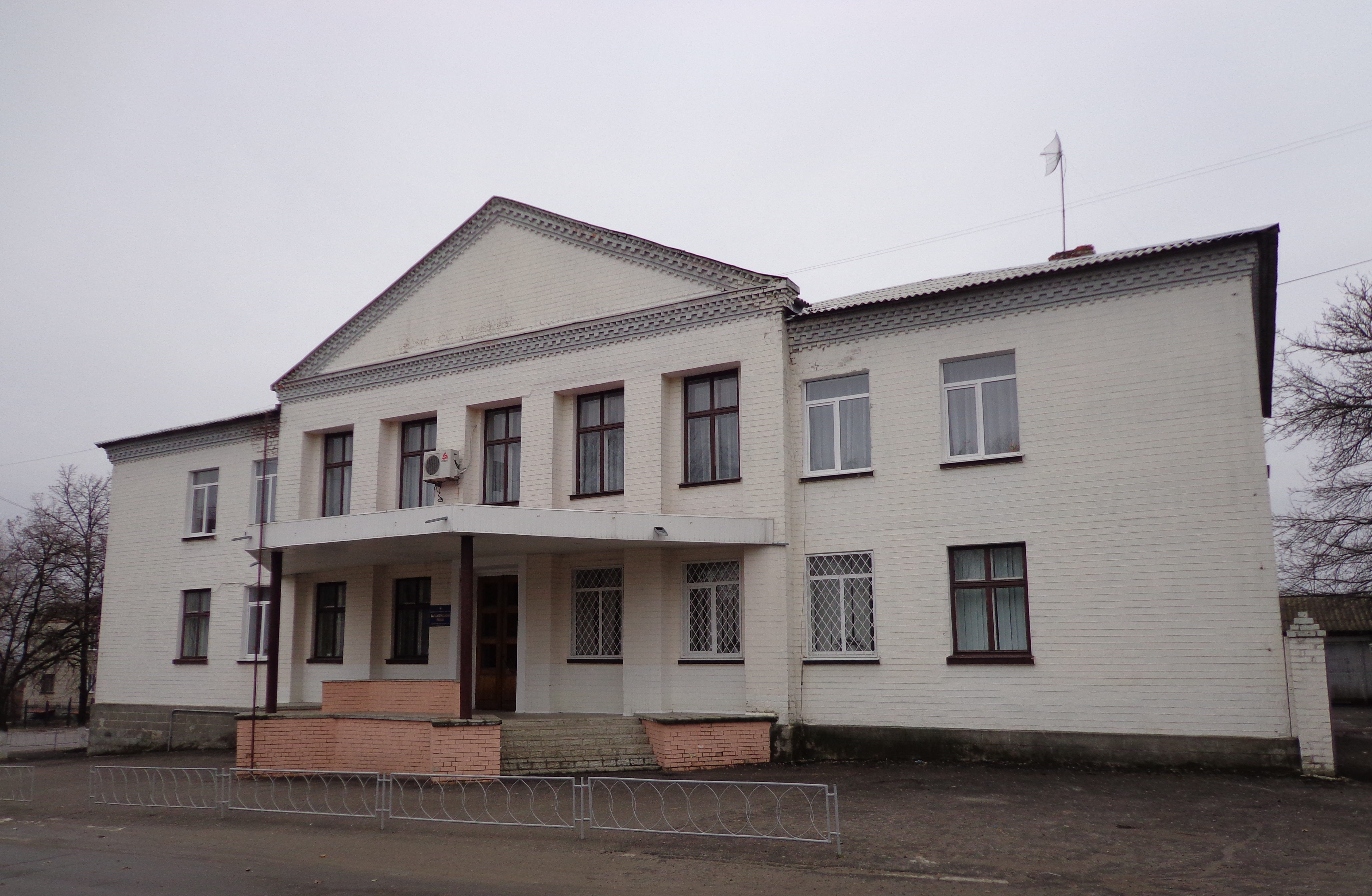
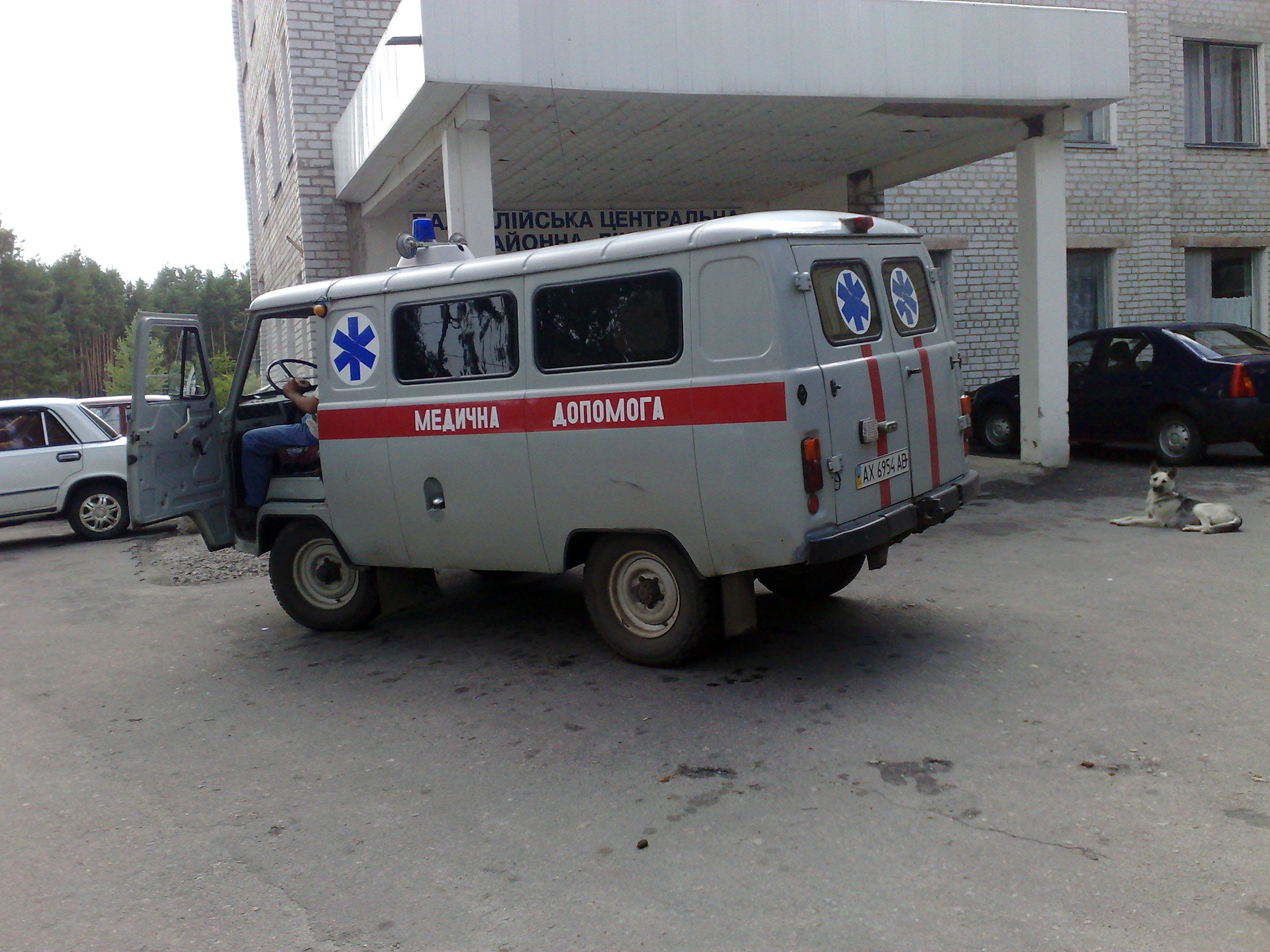
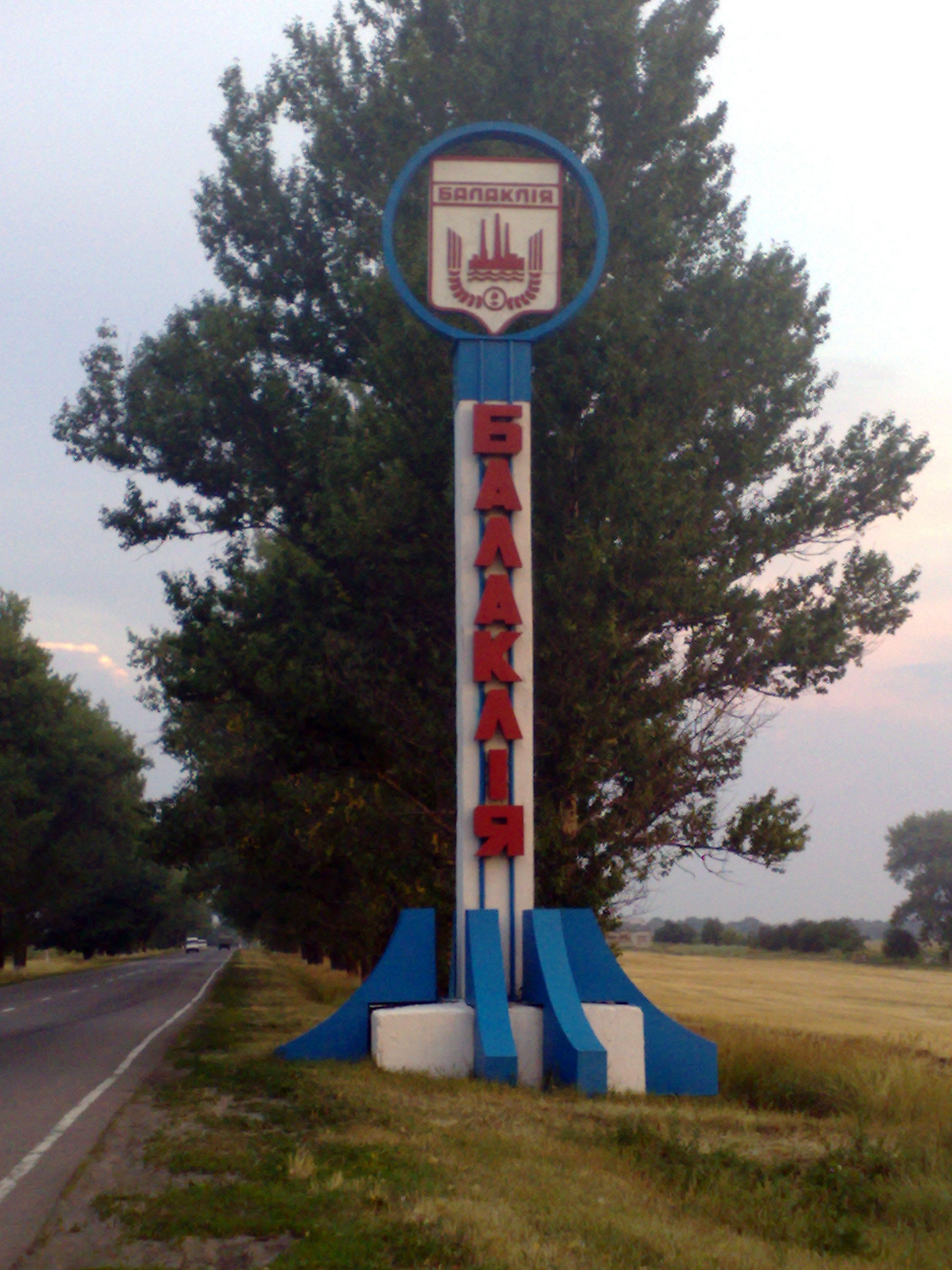
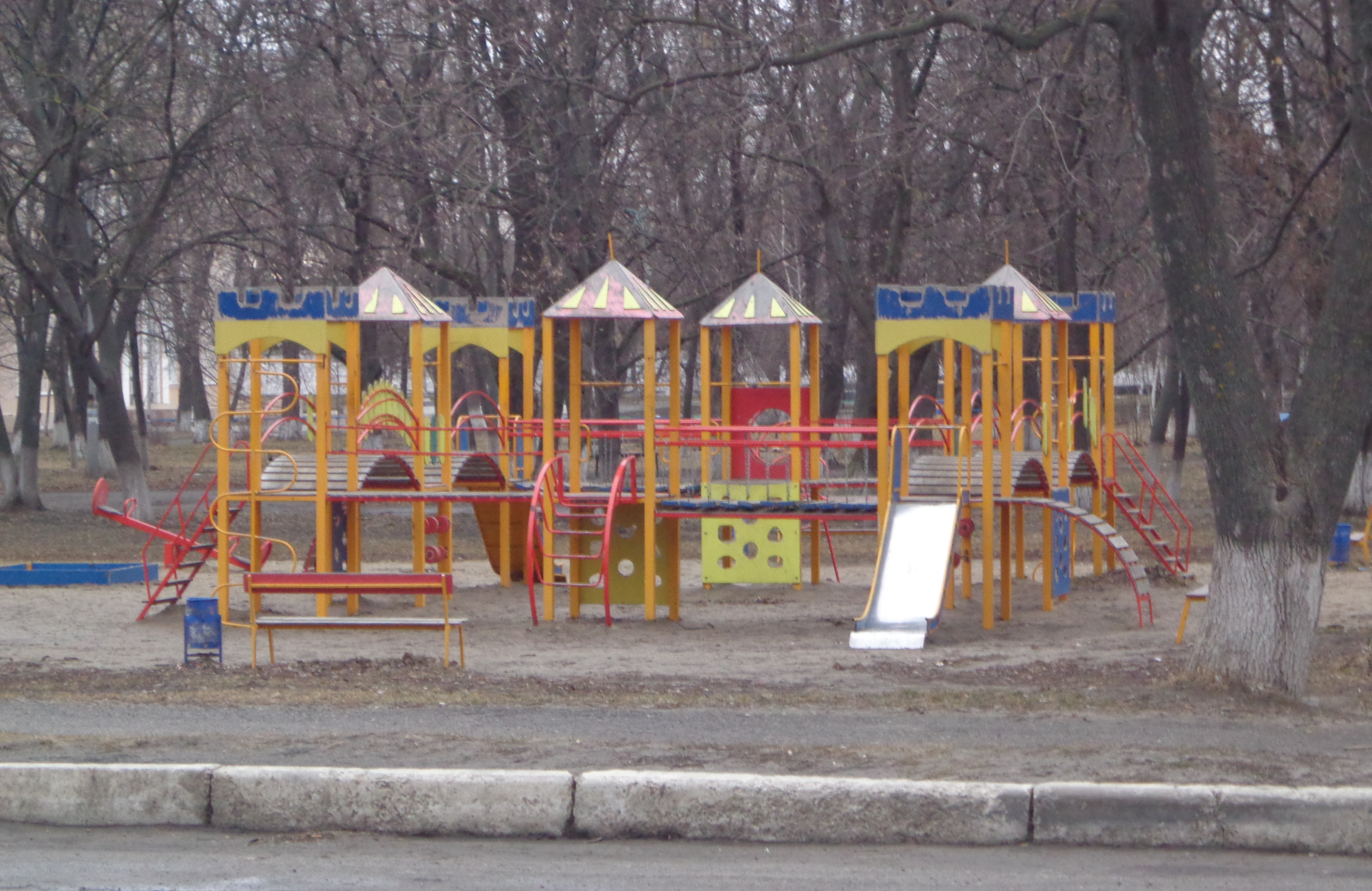
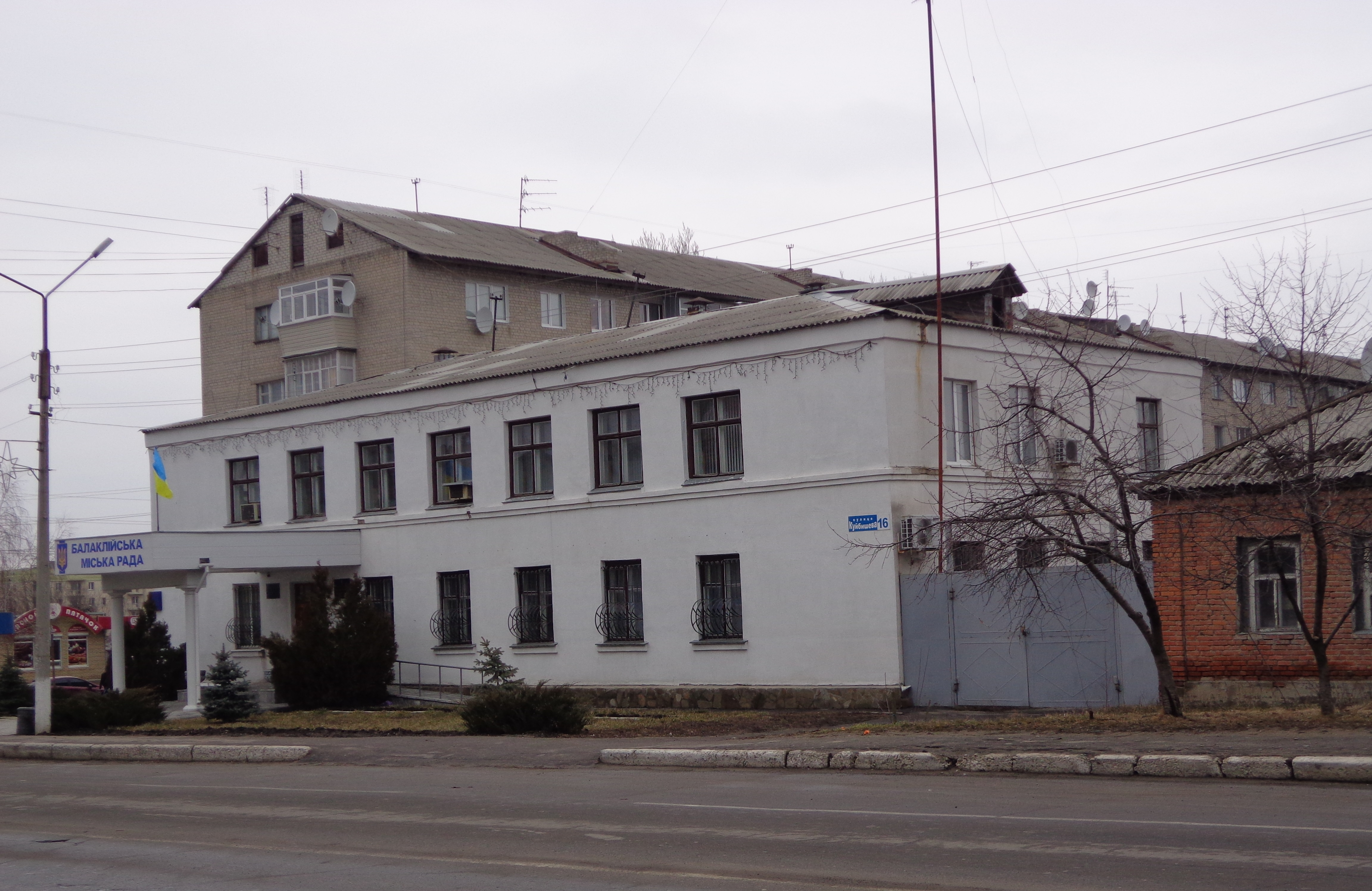
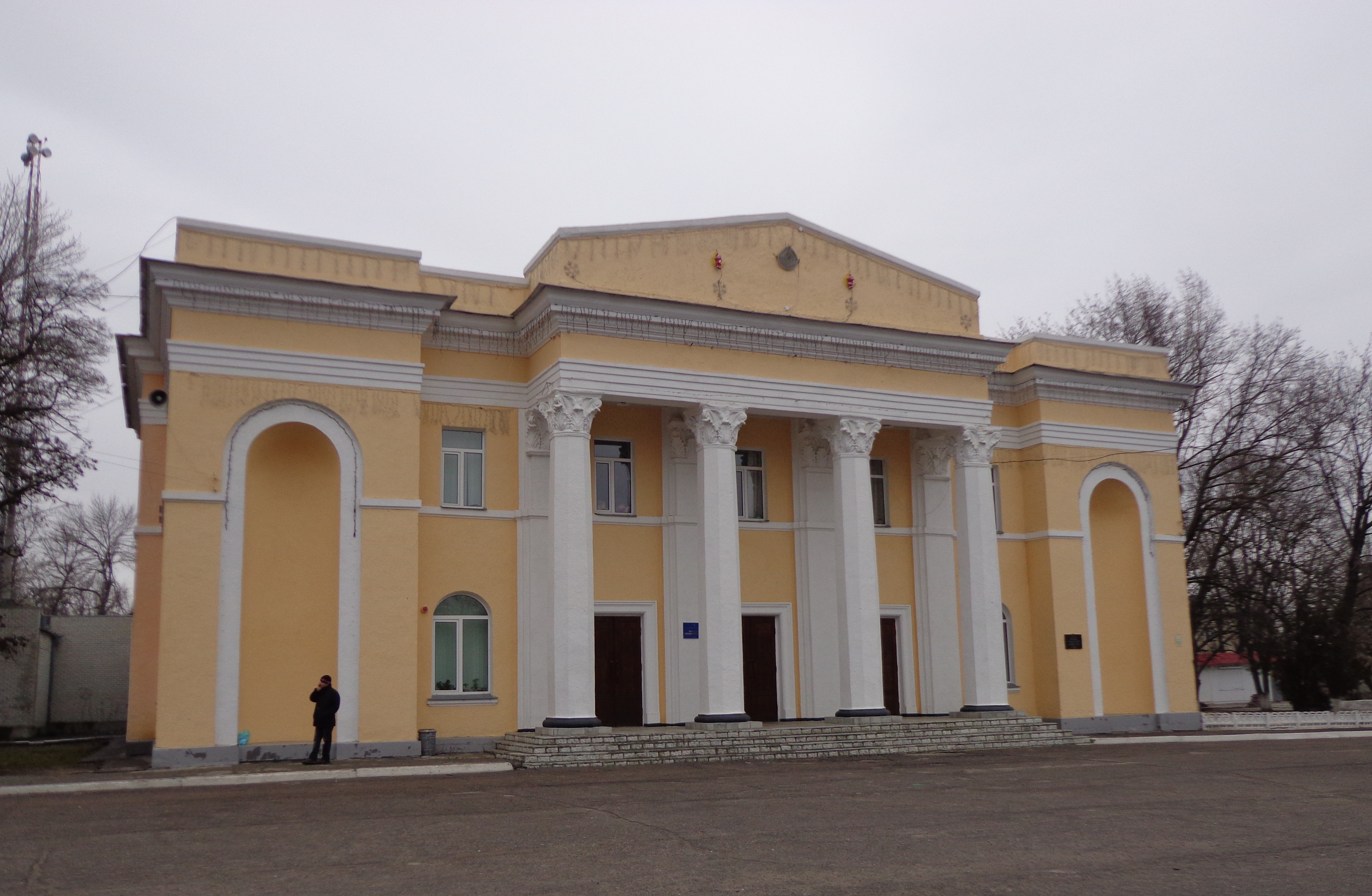